# From the Ashes
From the Ashes – siódmy album punkrockowego zespołu Pennywise. Płyta ukazała się 9 września 2003 roku (USA). Była dostępna w dwóch wydaniach: podstawowym, a także rozszerzonym z dodatkową płytą DVD, na której znajdowały się kulisy powstania płyty. Krążek okazał się sporym sukcesem komercyjnym, na co wskazuje dobra sprzedaż i wysokie miejsca na listach przebojów.

## Lista utworów
1. "Now I Know" – 2:59
2. "God Save the USA" – 3:06
3. "Something to Change" – 2:41
4. "Waiting" – 2:59
5. "Salvation" – 2:42
6. "Look Who You Are" – 3:05
7. "Falling Down" – 2:56
8. "Holiday in the Sun" – 3:06
9. "This Is Only a Test" – 2:57
10. "Punch Drunk" – 3:10
11. "Rise Up" – 2:47
12. "Yesterdays" – 3:34
13. "Change My Mind" – 2:09
14. "Judgment Day" – 2:49

## Skład zespołu (niepełny)
- Randy Bradbury – gitara basowa
- Fletcher Dragge – gitara elektryczna
- Jim Lindberg – wokal
- Byron McMackin – perkusja
- Pennywise – produkcja
- Darian Rundall – producent, inżynier

## Listy przebojów
Album – Billboard Magazine (Ameryka Północna)
| Rok  | Zestawienie            | Pozycja |
| ---- | ---------------------- | ------- |
| 2003 | The Billboard 200      | 54      |
| 2003 | Top Independent Albums | 4       |